# Fatty's Faithful Fido
Fatty’s Faithful Fido è un cortometraggio del 1915, diretto da Roscoe Arbuckle. 

## Trama
Fatty ed il suo rivale sono spesso in lotta per i favori di una ragazza, ed in ogni caso Fatty ha la meglio grazie all’aiuto del suo non grosso ma mordace cane fedele.
In occasione di un ballo il rivale si mette d’accordo con i propri compagni di palestra per dare una lezione a Fatty, ma ancora una volta con scarso successo.